# Luís Delfino (ator)
Luís Delfino dos Santos ou simplesmente Luís Delfino (Ouro Preto, 31 de maio de 1921 — Rio de Janeiro, 25 de maio de 2005) foi um ator brasileiro.

## Carreira
Era tio da atriz Maria Cláudia, e foi casado por mais de dez anos com a cantora Marlene, Rainha da Rádio Nacional, com quem teve seu único filho, Sérgio Henrique. Como comediante, integrou o elenco de vários humorísticos da Rede Globo, trabalhando com Chico Anysio e Jô Soares em seus respectivos programas: Chico City e Viva o Gordo, além de Satiricom e Planeta dos Homens. Fez parte também do elenco de apoio da Escolinha do Professor Raymundo na década de 1990, como o Xavier, o diretor da escola que tinha um tique nervoso "coça-coça".
Na TV, o ator atuou em novelas e minisséries, como Bicho do Mato, de 1972, e Anos Dourados, de 1986. No cinema, Luís Delfino participou de diversos filmes, destacando-se sua participação de Os Trapalhões em Ali Babá e os 40 Ladrões, de 1972.
Luís Delfino morreu em 25 de maio de 2005, aos 83 anos (seis dias antes de completar 84 anos).

## Filmografia

### Cinema
| Ano  | Título                         | Personagem             |
| ---- | ------------------------------ | ---------------------- |
| 1975 | O Comprador de Fazendas        | Pároco                 |
| 1975 | As Deliciosas Traições do Amor | Percival               |
| 1972 | Ali Babá e os Quarenta Ladrões | Ezequiel               |
| 1968 | As Três Mulheres de Casanova   | Mordomo Smith          |
| 1968 | Papai Trapalhão                | Virgílio               |
| 1967 | Em Busca do Tesouro            | Rock Trombada          |
| 1961 | Teus Olhos Castanhos           | Bonifácio              |
| 1958 | O Cantor e o Milionário        | Roberto                |
| 1952 | Tudo Azul                      | Ananias                |
| 1952 | O Canto da Saudade             | Ator na peça           |
| 1952 | Mulher do Diabo                | —                      |
| 1952 | Com o Diabo no Corpo           | João da Silva Silvares |
| 1951 | A Inconveniência de Ser Esposa | —                      |

### Televisão
| Ano  | Título                          | Personagem         | Notas                      |
| ---- | ------------------------------- | ------------------ | -------------------------- |
| 1965 | T.N.T.                          | —                  |                            |
| 1966 | Noite de Gala                   | —                  |                            |
| 1966 | Riso Sinal Aberto               | —                  |                            |
| 1967 | TV0-TV1                         | —                  |                            |
| 1968 | Balança Mas Não Cai             | Vários Personagens |                            |
| 1970 | Faça Humor, Não Faça Guerra     | Vários Personagens |                            |
| 1971 | Linguinha x Mr. Yes             | Mr. Yes            |                            |
| 1972 | Bicho do Mato                   | Geraldo            |                            |
| 1972 | Uau, a companhia                | Vários Personagens |                            |
| 1973 | Satiricom                       | Vários Personagens |                            |
| 1973 | Chico City                      | Vários Personagens |                            |
| 1974 | Corrida do Ouro                 | Sílvio             |                            |
| 1975 | Azambuja & Cia                  | Vários Personagens |                            |
| 1976 | Planeta dos Homens              | Vários Personagens |                            |
| 1977 | Os Trapalhões                   | Vários Personagens |                            |
| 1981 | Viva o Gordo                    | Vários Personagens |                            |
| 1983 | Sítio do Picapau Amarelo        | Coronel Teodorico  | Episódio: "Aí Vem Tom Mix" |
| 1983 | Sítio do Picapau Amarelo        | Assis              | Episódio: "Robson Crusoé"  |
| 1986 | Anos Dourados                   | Antunes            |                            |
| 1988 | Grupo Escolacho                 | —                  |                            |
| 1988 | Chico Anysio Show               | Vários Personagens |                            |
| 1990 | Escolinha do Professor Raimundo | Diretor Xavier     |                            |
| 1991 | Estados Anysios de Chico City   | Vários personagens |                            |
| 1994 | Memorial de Maria Moura         | Antunes            |                            |
| 1996 | Chico Total                     | Vários personagens |                            |

## ligações externas
- Luís Delfino no IMDb